# Vince Mendoza
Vince Mendoza (Norwalk (Connecticut), 17 november 1961) is een Amerikaanse arrangeur, dirigent en componist.
Mendoza werd geboren in Connecticut. Als kind studeerde hij trompet. In 1983 promoveerde hij in compositieleer aan de Ohio State University. Hij kreeg een contract bij Blue Note Records. Op dat label verschenen Start Here en Instructions Inside. 
Hij componeerde en arrangeerde talloze stukken voor de meest uiteenlopende bezettingen: jazzensembles, bigbands, kamermuziek en symfonieorkest. Zijn composities en arrangementen werden uitgevoerd door onder meer Gary Burton, Pat Metheny, Michael Brecker en Charlie Haden, maar ook door pop- en jazzgrootheden als Sting, Al Dimeola, Joni Mitchell, Joe Zawinul, Chaka Khan en Mike Stern. Van 2008 tot 2013 was Mendoza de chef-dirigent van het Metropole Orkest dat hij in 1995 voor het eerst dirigeerde.
Mendoza won twee Grammy Awards met Joni Mitchell. In 2008 werd hij opnieuw genomineerd voor een Grammy met een arrangement van het nummer Alfie gezongen door Trijntje Oosterhuis.

## Discografie
- Vince Mendoza
- Start Here
- Instructions Inside
- Jazzpaña
- Sketches
- Epiphany
- Blauklang
- Nights on Earth

## Hitlijsten

### Singles
| Single met eventuele hitnotering(en) in de Nederlandse Top 40 | Datum van verschijnen | Datum van binnenkomst | Hoogste positie | Aantal weken | Opmerkingen                                                               |
| ------------------------------------------------------------- | --------------------- | --------------------- | --------------- | ------------ | ------------------------------------------------------------------------- |
| Wereldwijd orkest                                             | 2011                  | 03-12-2011            | 12              | 4            | met Het Metropole Orkest & Diverse artiesten / Nr. 1 in de Single Top 100 |

## Grammy Awards
- 2000 Best Instrumental Arrangement accompanying vocal Both Sides Now
- 2003 Best Instrumental Arrangement accompanying vocal Woodstock
- 2006 Best Large Jazz Ensemble Recording Some Skunk Funk
- 2007 Best Instrumental Arrangement In a Silent Way